# Sewall Wright
Sewall Green Wright (ur. 21 grudnia 1889 w Melrose (Massachusetts), zm. 3 marca 1988 w Madison, Wisconsin) – amerykański biolog teoretyczny i genetyk.
Był najstarszym z trzech braci, urodzony w 1890 roku Quincy Wright został politologiem, a Theodore Paul Wright (ur. 1895) inżynierem aeronautyki. Sewall w 1912 roku ukończył studia zoologiczne na University of Illinois, a w 1915 uzyskał stopień doktora na Harvardzie. W 1926 roku objął stanowisko profesora na University of Chicago, gdzie pracował do 1955 roku. Potem wykładał na University of Wisconsin-Madison.
Pracował nad syntetyczną teorią ewolucji. Przyczynił się znacząco do powstania teorii dryfu genetycznego (znanego również jako efekt Sewalla Wrighta). Był uważany za jednego z twórców genetyki populacyjnej (obok Rolanda Fishera i J.B.S. Haldane'a).

## Wyróżnienia i nagrody
- Balzan Prize (1984)
- National Medal of Science (1966)
- Darwin Medal

## Wybrane publikacje
- An Intensive Study of the Inheritance of Color and Other Coat Characters in Guinea-pigs, with Especial Reference to Graded Variations (1916)
- On the Nature of Size Factors (1917)
- Color Inheritance in Mammals (1917/1918)
- Correlation and Causation (1921)
- Systems of Mating (1921)
- The Effects of Inbreeding and Crossbreeding on Guineapigs (1922)
- Coefficients of Inbreeding and Relationship (1922)
- The Genetical Theory of Natural Selection – A Review (1930)
- Evolution in Mendelian Populations (1931)
- The Roles of Mutation, Inbreeding, Crossbreeding and Selection in Evolution (1932)
- Evolution and the Genetics of Populations (1968–1978)